# Стара мечеть Караагача
Стара́ мече́ть Караага́ча (тур. Karaağaç Eski Camii) — мечеть у районі Караагач міста Едірне, збудована у 1920-х роках.
На початковому етапі частина будівлі використовувалася як аптека, а інша частина — як житлове приміщення. Після 1925 року за ініціативою Хаджі Османа, який прибув із села Емірлі, будівлю було перетворено на мечеть. У 1947 році завдяки внескам благодійника було збудовано мінарет мечеті.
Мечеть, розташована у просторому дворі, складається з двох частин: підвалу, до якого ведуть 14 сходинок вниз від рівня землі, та верхнього поверху. Будівля має прямокутний план та вальмовий[що?] дах; головний вхід розташований на західному фасаді.
Головне управління фондів розпочало реставрацію мечеті 5 травня 2008 року, і через 7 місяців, на початку 2009 року, вона була знову відкрита для богослужінь. Мечеть має один мінарет з одним шерефе (балконом). Рішенням Ради з охорони культурної та природної спадщини Едірне від 04.07.2003 за номером 7697 її було зареєстровано як пам'ятку архітектури I групи, що підлягає охороні.